# 莫吉廖夫區
莫吉廖夫區是白俄羅斯東部莫吉廖夫州的一個區，行政中心为莫吉廖夫，面積1,895.4平方公里，2009年人口43,166，人口密度每平方公里22.63人。